# Pyrrolizidine
Pyrrolizidine is een heterocyclische organische verbinding met als brutoformule C7H13N. De structuur bestaat uit twee gefuseerde vijfringen (cyclopentaan), waarbij een stikstofatoom op de ringverknoping staat. Pyrrolizidine vormt de basisstructuur van de pyrrolizidine-alkaloïden, een groep vrij in de natuur voorkomende alkaloïden.